# Hellbound
Hellbound es el segundo álbum de la banda alemana de heavy metal Warlock, lanzado en 1985. El disco marcó el ingreso del grupo a Vertigo Records, que se haría cargo del repertorio de la banda por el resto de su carrera.

## Canciones
Lado A
1. Hellbound (Eurich, Graf, Pesch, Rittel, Staroste, Szigeti) 3:41
2. All Night (Eurich, Graf, Pesch, Rittel, Staroste, Szigeti) 4:05
3. Earth Shaker Rock (Eurich, Graf, Pesch, Rittel, Staroste, Szigeti) 3:28
4. Wrathchild (Eurich, Graf, Pesch, Rittel, Staroste, Szigeti) 3:33
5. Down and Out (Eurich, Graf, Pesch, Rittel, Staroste, Szigeti) 4:08

Lado B
1. Out of Control (Eurich, Graf, Pesch, Rittel, Staroste, Szigeti) 4:49
2. Time to Die (Eurich, Graf, Pesch, Rittel, Staroste, Szigeti) 4:31
3. Shout It Out (Eurich, Graf, Pesch, Rittel, Staroste, Szigeti) 4:22
4. Catch My Heart (Eurich, Graf, Pesch, Rittel, Staroste, Szigeti) 4:55

## Personal
- Doro Pesch - voz
- Rudy Graf - guitarra
- Peter Szigetti - guitarra
- Frank Rittel - bajo
- Micha Eurich - batería